# Beauvechain
Beauvechain (vallonsk: Bôvètché, nederlandsk: Bevekom) er en kommune og en by i Vallonien i det centrale Belgien. Kommunen ligger i provinsen Brabant Wallon og har et areal på 38.58 km². Indbyggertallet var pr. 2010 på 6.714.
I kommunen befinder sig en flyveplads tilhørende det belgiske luftvåben, og der findes flere nationale monumenter i kommunen.
50°47′N 4°46′Ø / 50.783°N 4.767°Ø